# Hiut Lel
Hiut Lel ist eine osttimoresische Siedlung im Suco Horai-Quic im Verwaltungsamt Maubisse in der Gemeinde Ainaro.

## Geographie und Einrichtungen
Das Dorf Hiut Lel liegt südlich des Zentrums der Aldeia Lau-Heli, auf einer Meereshöhe von 1881 m an einer kleinen Straße, die aus dem Suco Aituto im Osten kommt. Dort liegt der Ort Aihou. Folgt man der Straße nach Westen gelangt man zum Dorf Maulahulo im Suco Mulo.
Nördlich des Dorfes steht auf einem Hügel ein Heiligtum der Mambai mit einem Uma Lulik (heiliges Haus) und einigen Gräbern in einer kreisförmigen Steinmauer. Mit seinen Verzierungen ist das Heilige Haus besonders auffällig. Entsprechend der lokalen Tradition der Mambai ist es eine runde Hütte mit kegelförmigen, strohgedecktem Dach, im Gegensatz zu den in Osttimor sonst rechteckigen Heiligen Häusern mit dem markanten, steilen Dach.